# Walter Naumann (Landrat)
Walter Naumann war ein deutscher Jurist und Landrat.

## Leben und Wirken
Naumann promovierte zum Dr. jur. und legte am 21. Dezember 1927 die große Staatsprüfung ab. Danach wurde er zum Regierungsrat ernannt und war u. a. im Landratsamt Freiberg und in Karlsbad tätig.
Im Februar 1939 wurde er kommissarisch als Landrat im Landkreis Großenhain eingesetzt. Mit Wirkung vom 1. Oktober 1939 wurde er definitiv zum Landrat in Großenhain ernannt. 1944 wurde er zum Wehrdienst einberufen, so dass ihn Regierungsrat Pohte vertreten musste.
Er war verheiratet mit Gertrud geb. Franke.